# جوایز انجمن منتقدان فیلم بوستون ۲۰۱۱
۴۰مین جوایز انجمن منتقدان فیلم بوستون

۱۱ دسامبر ۲۰۱۱

بهترین فیلم:

آرتیست
سی و دومین جوایز انجمن منتقدان فیلم بوستون (به انگلیسی: 32nd Boston Society of Film Critics Awards) تقدیر از بهترین‌های فیلم‌سازی در سال ۲۰۱۱ بود و در ۱۱ دسامبر ۲۰۱۱ برگزار شد.

## برندگان
- بهترین فیلم:
  - آرتیست
  - دوم: هوگو و مارگارت
- بهترین بازیگر مرد:
  - برد پیت – مانیبال

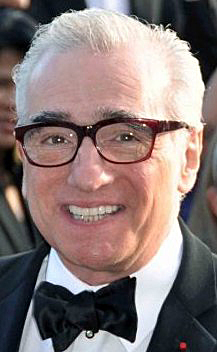
مارتین اسکورسیزی، برنده جایزه بهترین کارگردان

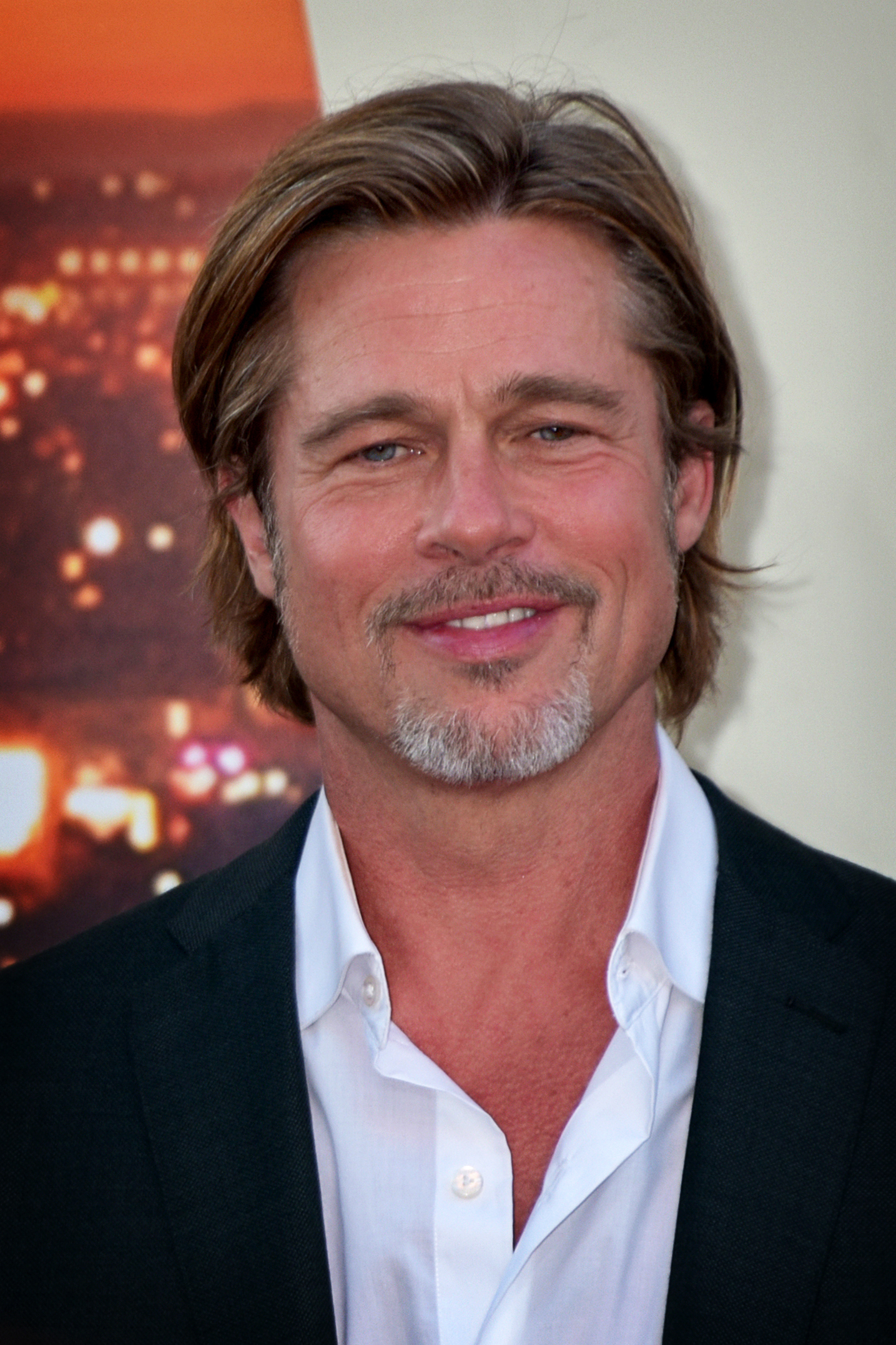
برد پیت، برنده جایزه بهترین بازیگر مرد

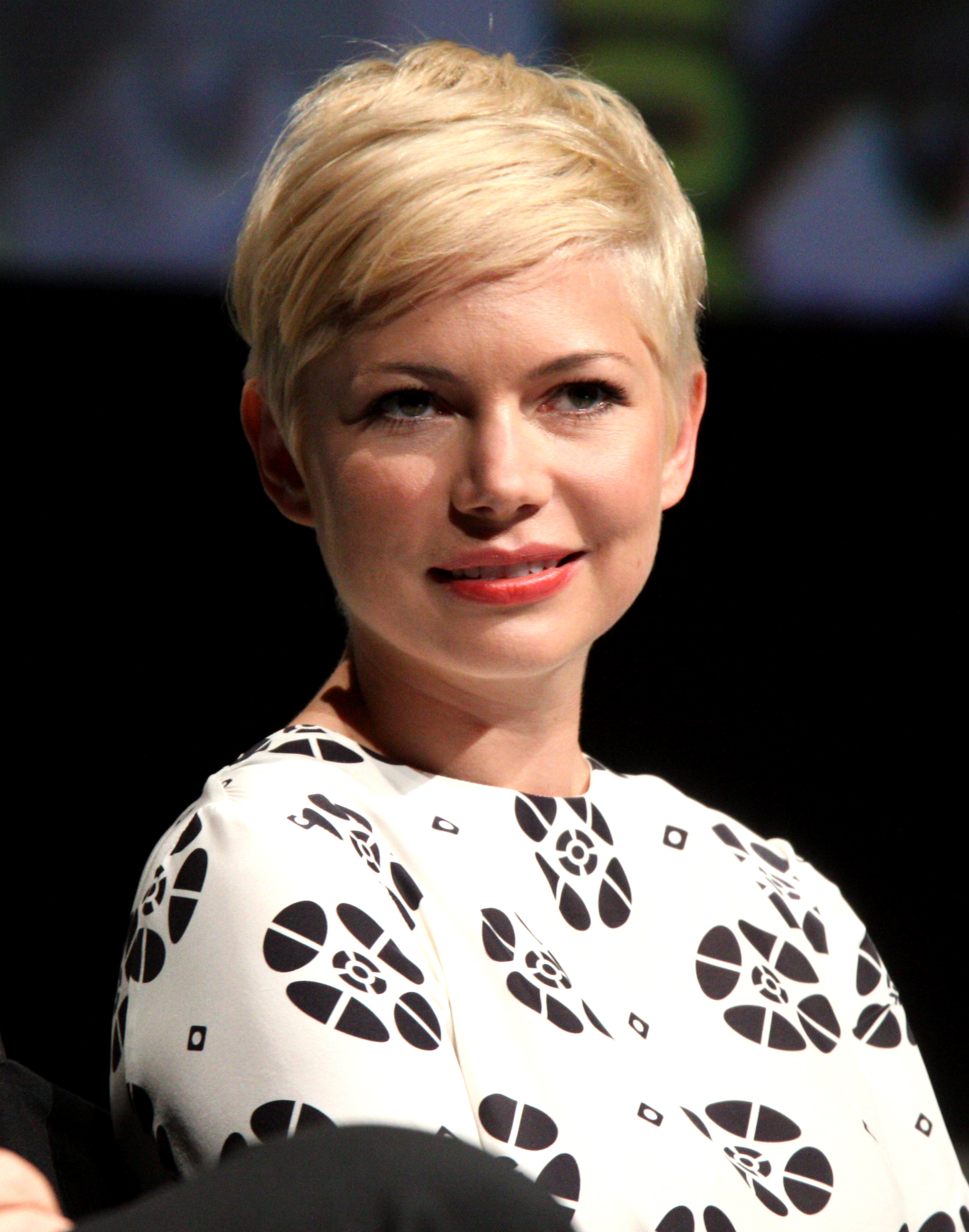
میشل ویلیامز، برنده جایزه بهترین بازیگر زن

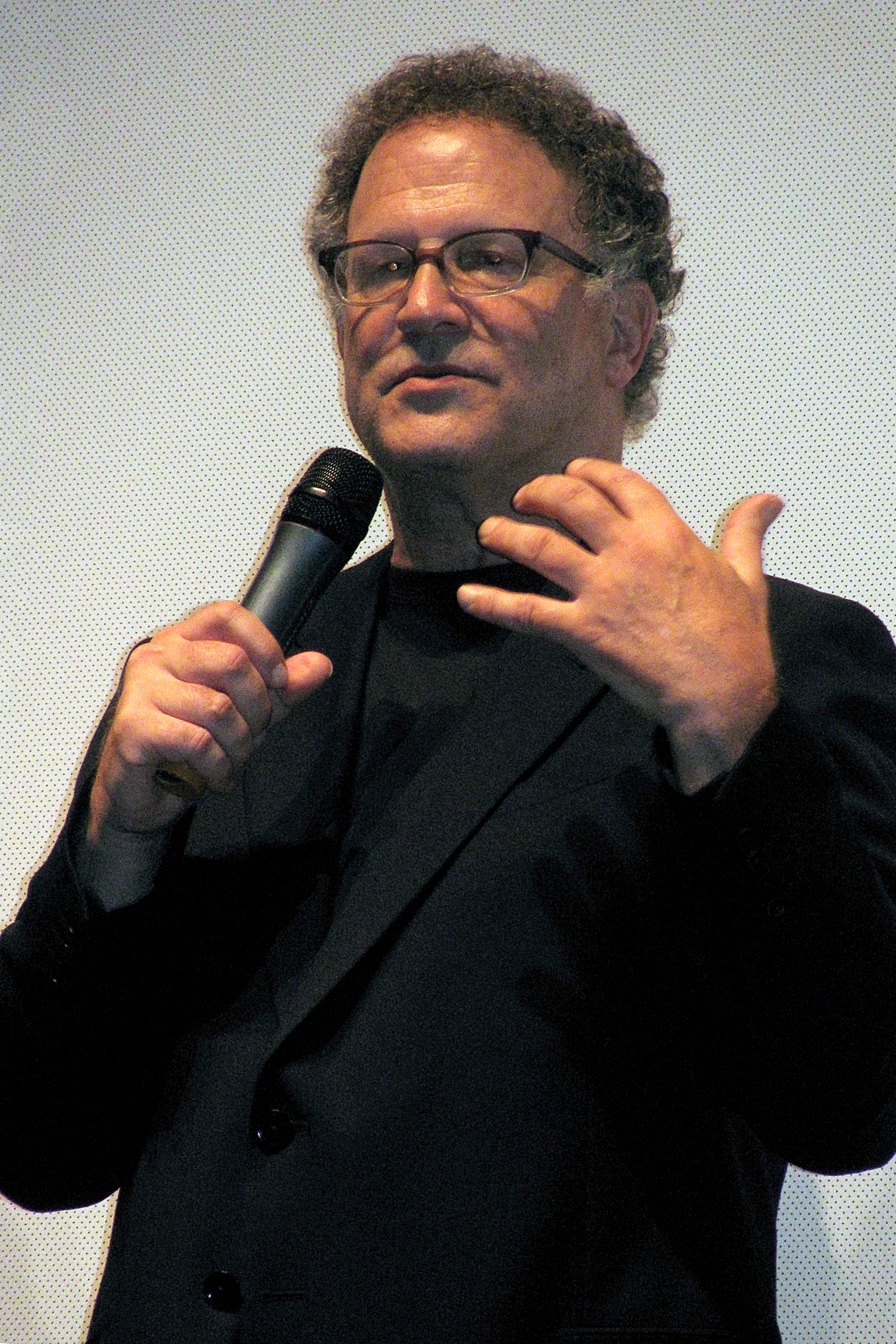
آلبرت بروکس، برنده جایزه بهترین بازیگر نقش مکمل مرد

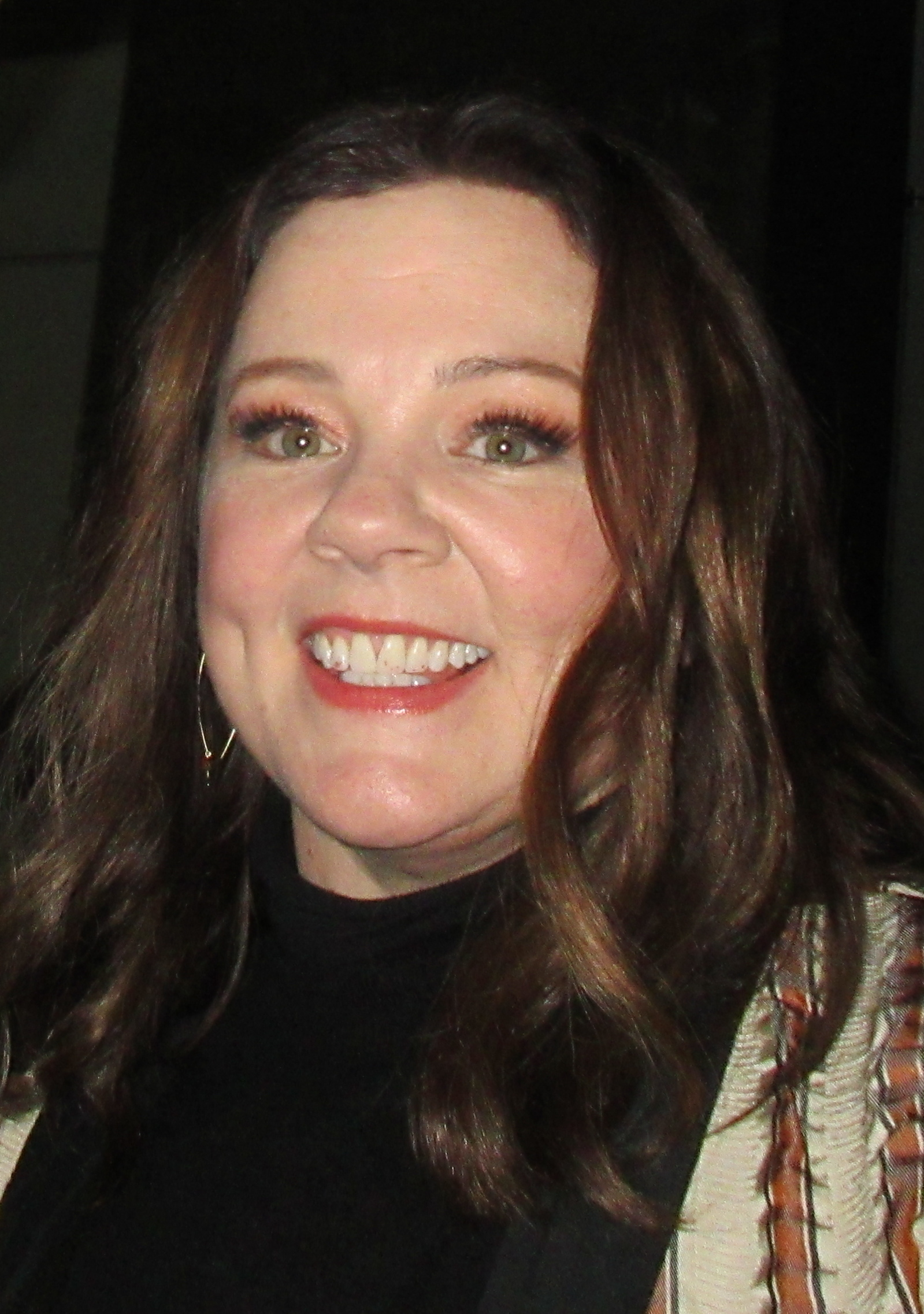
ملیسا مک‌کارتی، برنده جایزه بهترین بازیگر نقش مکمل زن

  - دوم: جرج کلونی – زادگان و مایکل فاسبندر – شرم
- بهترین بازیگر زن:
  - میشل ویلیامز – هفته‌ای که با مریلین گذراندم
  - دوم: مریل استریپ – بانوی آهنی
- بهترین بازیگر نقش مکمل مرد:
  - آلبرت بروکس – رانندگی
  - دوم: ماکس فون سیدو – فوق‌العاده بلند و بیش از حد نزدیک
- بهترین بازیگر نقش مکمل زن:
  - ملیسا مک‌کارتی – ساقدوش‌ها
  - دوم: جینی برلین – مارگارت
- بهترین کارگردان:
  - مارتین اسکورسیزی – هوگو
  - دوم: میشل آزاناویسوس – آرتیست
- بهترین فیلمنامه:
  - استیون زایلیان و آرون سورکین – مانیبال
  - دوم: کنت لونرگان – مارگارت (فیلم ۲۰۱۱)
- بهترین فیلمبرداری:
  - امانوئل لوبزکی – درخت زندگی
  - دوم: رابرت ریچاردسون – هوگو
- بهترین مستند:
  - پروژه نیم
  - دوم: بیل کانینگهام نیویورک
- بهترین فیلم خارجی‌زبان:
  - ویران‌شده • کانادا
  - دوم: جدایی نادر از سیمین • ایران و شاعری (شی) • کره جنوبی
- بهترین فیلم پویانمایی:
  - رنگو
- بهترین تدوین:
  - کریستین مارکلی – ساعت
  - دوم: تلما شونمیکر – هوگو
- بهترین فیلمساز جدید:
  - شان دارکین – مارتا مارسی می مارلین
  - دوم: جی. سی. چاندور – مارجین کال
- بهترین گروه بازیگران:
  - کشتار
  - دوم: مارگارت
- بهترین استفاده از موسیقی در فیلم:
  - آرتیست
  - رانندگی
  - دوم: زادگان